# Новий Мелітополь
Новий Мелітополь — історичний район у західній частині Мелітополя.

## Географічне положення
Новий Мелітополь включає приватний сектор між вулицями Інтеркультурної, Островського і залізницею, багатоповерховий мікрорайон між вулицями Інтеркультурної та Малюги, а також промислові території між Будівельної, Інтеркультурної та залізницею.

## Історія
У 1920-і роки назву Новий Мелітополь, насамперед, відносили до приватного сектора між нинішнім проспектом Богдана Хмельницького (західним кордоном дореволюційного Мелітополя) і лінією залізниці, на південь від вулиці Дзержинського. 22 травня 1928 ця територія була включена в міську межу. Територія за залізницею продовжувала називатися Новим Мелітополем і була приєднана до міста пізніше. Тепер назва Новий Мелітополь використовується тільки стосовно до неї, а область між проспектом Богдана Хмельницького і залізницею власної назви не має.
Будівництво мікрорайону на північ від вулиці Дзержинського припадає на початок 1980-х років. Так, прокладка вулиці Гагаріна та відкриття школи № 7 відбулися в 1981 році.

## Освіта
На території мікрорайону знаходяться такі освітні заклади:
- Вище професійне училище,
- Професійний ліцей,
- Школа № 7,
- Гімназія № 9,
- Школа № 13,
- Дитячі сади: ДС № 5 «Перлинка» — вул. Ворошилова, 73; ДС № 39 «Чебурашка» — вул. Дзержинского, 400.

## Транспорт

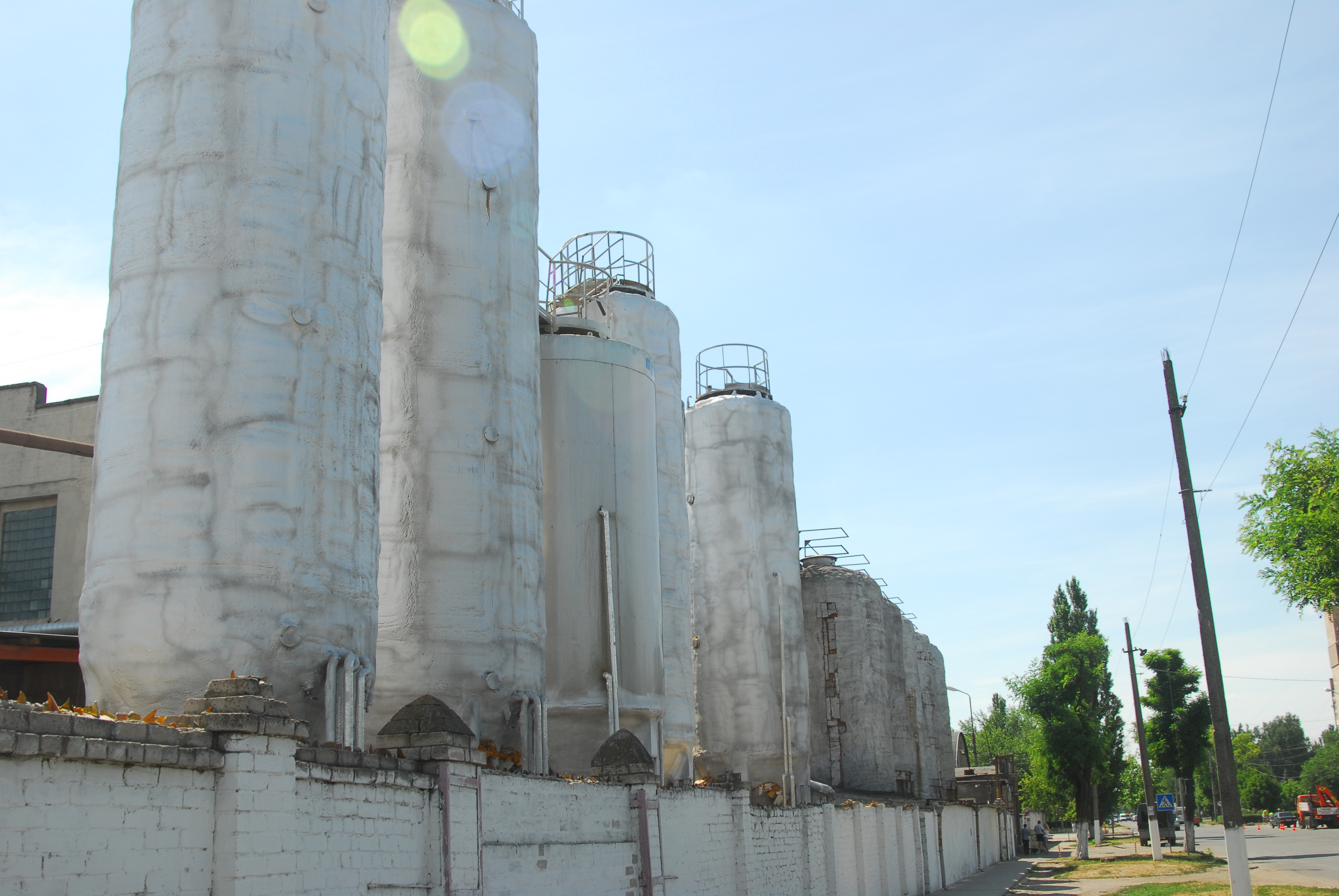

Автобусні маршрути № 3, 3А, 8, 11А, 27, 27А, 31 слідують через Новий Мелітополь вулицями Інтеркультурної, Молодіжної та Польової до зупинки «Міжрайбаза».

## Промисловість
- Молокозавод
- Пивзавод
- Завод тракторних гідроагрегатів